# İpek
İpek ist ein türkischer weiblicher Vorname mit der Bedeutung „Seide“, der auch als Familienname vorkommt.

## Namensträger

### Vorname
- İpek Bağrıaçık (* 1985), türkische Schauspielerin
- İpek Çiçek (* 1999), türkische Schauspielerin
- İpek İpekçioğlu (* 1972), türkischstämmige deutsche Sozialpädagogin, She-DJ und freie Autorin
- İpek Karapınar (* 1984), türkische Schauspielerin
- İpek Öz (* 1999), türkische Tennisspielerin
- İpek Şenoğlu (* 1979), türkische Tennisspielerin
- İpek Soylu (* 1996), türkische Tennisspielerin
- İpek Tanrıyar (* 1980), türkische Schauspielerin
- İpek Yaylacıoğlu (* 1984), türkische Schauspielerin
- İpek Filiz Yazıcı (* 2001), türkische Schauspielerin

### Familienname
- Ozan İpek (* 1986), türkischer Fußballspieler